# Чапліївка (Сватівський район)
Чаплі́ївка (до 2016 року — Красна Чапліївка) — село в Україні, у Лозно-Олександрівській селищній громаді Сватівського району Луганської області. Населення становить 39 осіб. Орган місцевого самоврядування — Привільська сільська рада.